# KeyFly
KeyFly es un Sistema de Acceso Condicional (CAS) desarrollado por la empresa española SIDSA que es compatible con la plataforma DVB. El sistema está basado en los procesadores SIDSA MACtsp, y puede integrar directamente una tarjeta en el CAM (Módulo de Acceso Condicional).

## Visión General
KeyFly es una plataforma para televisión digital. Además de ofrecer seguridad como sistema CA, es una plataforma que permite nuevas fuentes de beneficio para la televisión de pago (Pago por visión) o para los operadores en abierto. La plataforma fue creada para satisfacer los nuevos requerimientos y retos de la televisión digital, yendo más allá de los sistemas de pago por suscripción tradicionales, incorporando modelos de negocio más flexibles sin necesidad de suscripciones permanentes, servicios de valor añadido a la televisión en abierto, así como nuevas formas de pago a través del teléfono móvil. KeyFly permite diferentes opciones con o sin tarjeta inteligente (smart card), CAS incrustada en un decodificador de televisión o en Common Interface CAMs, con o sin necesidad de suscripción. KeyFly soporta diferentes métodos para la gestión de derechos digitales desde los tradicionales sistemas de televisión de pago hasta la televisión en abierto con nuevos servicios de valor añadido.

## Modelos de suscripción
KeyFly permite la compra de eventos de Pago por visión (PPV) o períodos de suscripción, que pueden ser pagados a través de SMS o internet. Los tipos de suscripción abarcan desde las temporales a los modelos renovables donde el contenido es solicitado a través del teléfono móvil o internet.

## Usuarios
- Al-Jazeera Sports utiliza KeyFly como uno de sus dos servicios de cifrado simulcrypted en sus emisiones europeas.
- Algunos canales de Hotbird incluyendo InXtc, 247 Sex TV, Sex Asians y SuperSex TV usan KeyFly como uno de sus formatos de cifrado.
- TVE en Hispasat también utiliza este tipo de cifrado.